# هجوم ممر العقرب
هجوم ممر العقرب أو مذبحة معاليه عقرابيم، كان هجومًا على حافلة ركاب إسرائيلية نُفِّذ في منتصف يوم 17 مارس 1954 م، أسفر عن مقتل 11 راكباً برصاص الفدائيين الذين نصبوا كمينًا وركبوا الحافلة وأطلقوا النار على بعض الركاب واحدا تلوالآخر، وتوفي واحد بعد 32 عامًا من إصابته في حالة من الشلل والإدراك الجزئي، ونجا أربعة ركاب بعد إصابة اثنين منهم على أيدي المسلحين.

## خلفية
ممر العقرب ((بالعبرية: מעלה עקרבים‏)، معاليه عقرابيم) هو منحدر ضيق متعرج على الطريق القديم الذي يربط بين إيلات وبئر السبع، إلى الجنوب مباشرة من جرن حتيرا، وحوالي 60 ميلًا جنوب بئر السبع. كان الممر على الطريق الرئيسي بين إيلات ووسط إسرائيل في عام 1954. انتهت حرب 1948 بتوقيع العديد من اتفاقيات الهدنة بين إسرائيل ودولها العربية المجاورة، لكن الاشتباكات الحدودية بدأت على الفور بعد توقيع الاتفاقيات. على الحدود الأردنية - الإسرائيلية، لم تكن عمليات التسلل غير المسلحة (71٪) والمسلحة (29٪) نادرة من الجانبين.[بحاجة لمصدر]
وفقًا للمصادر الإسرائيلية، بين يونيو 1949 ونهاية عام 1952، قُتل ما مجموعه 57 إسرائيليًا، معظمهم من المدنيين، على أيدي متسللين من الأردن، وبلغ عدد القتلى الإسرائيليين خلال التسعة أشهر الأولى من عام 1953 حوالي 32. خلال نفس الوقت تقريبًا (نوفمبر 1950 - نوفمبر 1953)، أدانت لجنة الهدنة المشتركة بين المملكة الأردنية وإسرائيل أعمال الانتقام العسكرية الإسرائيلية 44 مرة وادعت وقوع 629 قتيلاً وجريحًا جراء الغارات الإسرائيلية.
تم تنفيذ هجمات مماثلة إلى حد كبير من قبل قوات الكوماندوز الفلسطينية مع بعض الدعم المصري عبر الحدود المصرية وقطاع غزة. يقول المؤرخ الإسرائيلي بيني موريس أنه بين عامي 1949 و1956، قُتل ما بين 200 و250 إسرائيلي على أيدي متسللين وقتل عدد مماثل من الجنود الإسرائيليين في العمليات. مصادر أخرى تعطي ما مجموعه 1300 قتيل خلال هذه الفترة، وكتب موريس في كتابه حروب الحدود الإسرائيلية 1949-1956 أن «التدابير الدفاعية الإسرائيلية المناهضة للتسلل أدت إلى مقتل عدة آلاف من العرب معظمهم غير مسلحين بين عامي 1949-1956.»
نفذت مجموعى تدعى «اليد السوداء» تألفت من أغلبية قبائل العزازمة وترابين البدوية الذين يعيشون داخل منطقة العوجة منزوعة السلاح «غارات انتقامية» أساسا ضد المخبرين المشتبه بهم وضد أهداف إسرائيلية إسرائيلية أيضًا. في النقب، شرعت إسرائيل في مشاريع تنموية أصبحت هدفًا للسرقة من قبل البدو، تسبب استهداف قوات الأمن الإسرائيلية لهؤلاء البدو في نزاع دموي في المنطقة.

## الهجوم

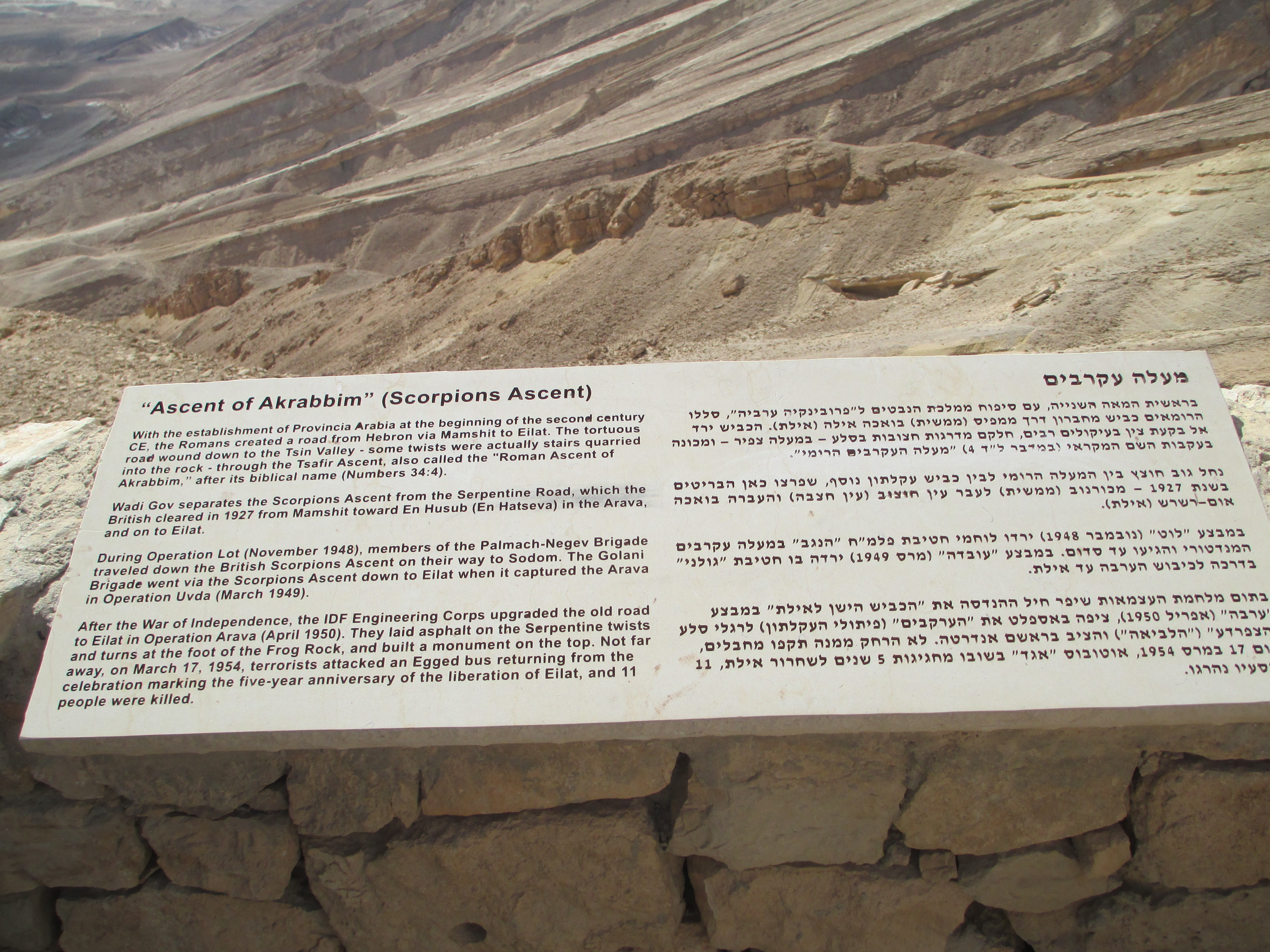
لوحة تذكارية في معاليه عقرابيم

في ليلة 16 مارس، توجهت حافلة من قِبل جمعية إيجد التعاونية في رحلة غير مقررة تقل 14 راكبًا من إيلات إلى تل أبيب، وأثناء صعودها المنحدر، نصب فدائيون كمينًا وأطلقوا النار وقتلوا السائق وكذلك الركاب الذين حاولوا الهرب؛ ثم شرعوا في ركوب الحافلة وإطلاق النار وسلب الركاب الآخرين. قُتل كل من السائق والسائق البديل إلى جانب سبعة من الركاب الذكور واثنتين من الإناث (مات أحد عشر شخصًا في مكان الحادث)، وكان الناجون الأربعة عبارة عن جنديين إسرائيليين وامرأة وفتاة تبلغ من العمر 5 سنوات بعد أن دافع عنها أحد الجنود الذين كانوا يستقلون الحافلة وعن شقيقها بجثته. بعد خروج الفدائيين من الحافلة، نهض شقيقها وسألها، «هل ذهبوا؟» فسمعوا صوته وعادوا وأطلقوا النار عليه في رأسه، وقضى 32 عامًا في حالة من الشلل والإدراك الجزئي حتى وفاته، ليصبح بذلك الوفاة الثانية عشرة للمذبحة.[بحاجة لمصدر]

## التعقب
في اليوم التالي، قام متتبعون إسرائيليون بمساعدة كلاب الشرطة وبرفقة مراقبي الأمم المتحدة بتتبع مسارات المهاجمين إلى نقطة على بعد 6 أميال غرب الحدود الأردنية، حيث فقدوا أثرهم.
بالاعتماد على المخبرين، حددت مصادر المخابرات الإسرائيلية 3 من المشتبه بهم من غور الصافي الأردني، وواصل الأردنيون مساعيهم لاكتشاف مرتكبي الهجوم.

## فيما بعد

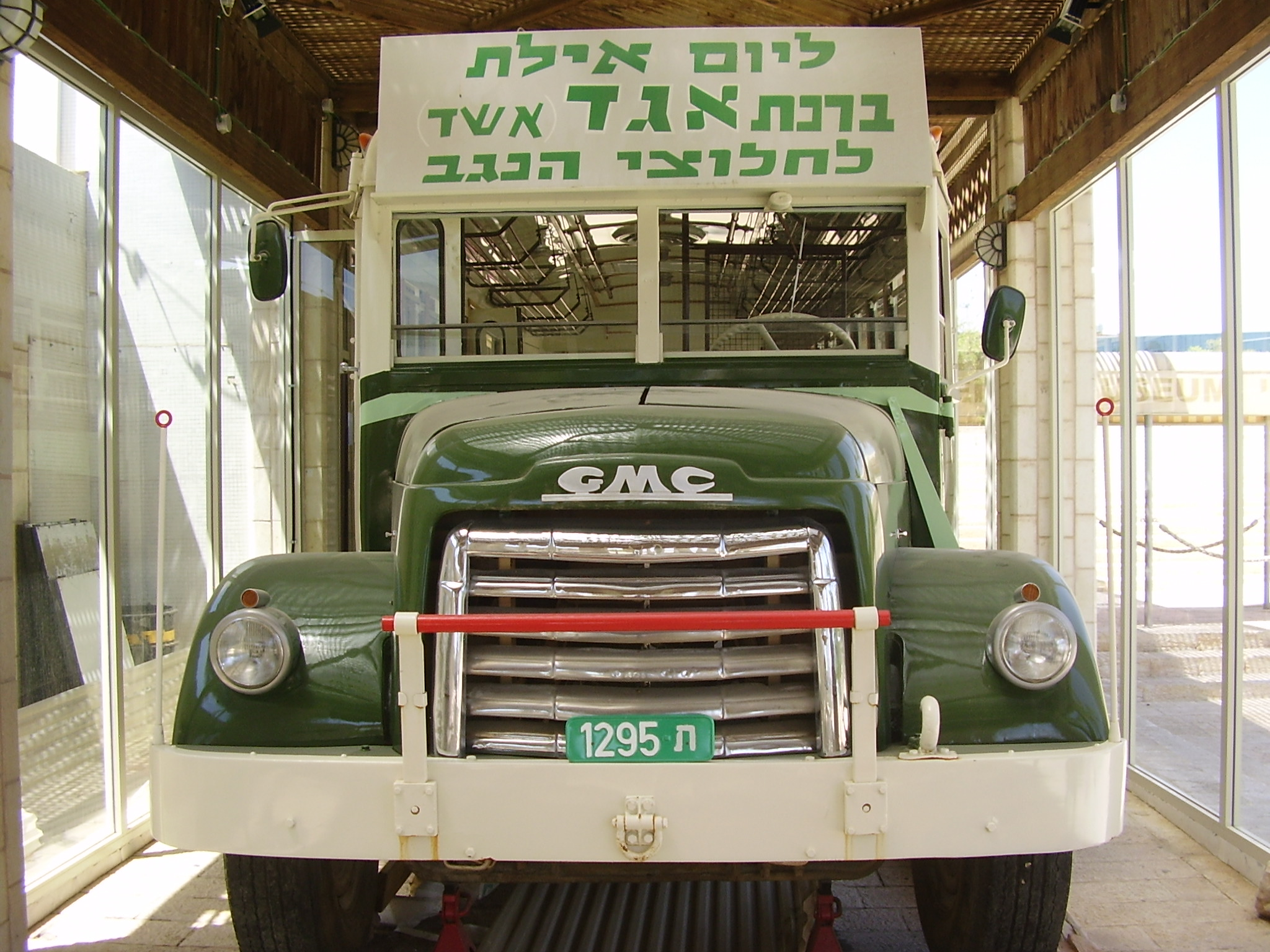
نموذج أعيد بناؤه للحافلة المدنية التي هوجمت في ممر العقرب.

على الرغم من الغضب العلني والدعوة إلى الانتقام العسكري ضد الأردن، دعا رئيس الوزراء الإسرائيلي موشيه شاريت إلى ضبط النفس واتخاذ التدابير الدبلوماسية، قبل أقل من ستة أشهر من الأحداث، هاجمت الوحدة 101 قرية قبيا كجزء من سياسة إسرائيل الانتقامية، مما أدى إلى مقتل 69 شخصًا مصحوبًا بإدانة عالمية.
«في إسرائيل، كان هناك احتجاج عنيف من أجل الانتقام من الأردن، لكن شاريت فضل ضبط النفس، الأمر الذي ساعد في إصلاح صورة إسرائيل في الغرب، وعارض الانتقام حيث أن ذكرى قيبة لا تزال حية، كما أن عدم التيقن من هوية الجناة يسهل من ضبط النفس.»
طلبت إسرائيل أن تدين لجنة الهدنة المشتركة الأردن بسبب هذه الجريمة. أشار ممثل الأردن لدى اللجنة إلى احتمال حدوث العملية من قبل البدو في إسرائيل، وامتنع رئيس اللجنة، كالفن هتشيسون، عن اتخاذ قرار بسبب عدو وجود دليل قاطع لهذا الادعاء، ونتيجة لذلك، انسحبت إسرائيل من لجنة الهدنة.
اقترح هتشيسون أن المهاجمين كانوا إما بدوًا في غزة أو من البدو في إسرائيل، كما اقترح جون باجوت غلوب أن الجناة من غزة. اكتسبت هذه النظرية مصداقية عندما تم العثور على بطاقة هوية من الحادثة في غزة عام 1956، ويعتقد الكثيرون أن غلوب كان على حق وإسرائيل مخطئة، وأن المهاجمين جاءوا بالفعل من الأراضي التي تسيطر عليها مصر وليست الأردن.
يقول هاشم عزام (وهو من الإخوان المسلمين الفلسطينيين، منذ سنة 1952، من مخيم عقبة جبر في الضفة الغربية، ومن رواد حركة فتح في الضفة الغربية) فيرى أن هذه العملية تمت بإشراف الإخوان؛ ويضيف "لقد أُخبرت أن اثنين نفذا هذه العملية... وكلاهما مسلمَيْن ملتزمَيْن؛ وكانا يقولان إنهما كانا مع أبي جهاد وكامل الشريف".
أشارت وزارة الخارجية الإسرائيلية إلى حادثة معاليه أكريبيم، ضمن أشياء أخرى كثيرة، كدليل على أن «الهجمات الإرهابية العربية الكبرى» سبقت حرب 1967، والتي احتلت فيها إسرائيل الضفة الغربية وقطاع غزة، لتحدي المزاعم العامة للمتحدثين الفلسطينيين والعرب بأن «الإرهاب الفلسطيني الأخير كان نتيجة الاحتلال الإسرائيلي». في عام 2007، وضعت حافلة في متحف مدينة إيلات كذكرى للعملية.

## قائمة المصادر
- موريس، بيني (1997) حروب إسرائيل الحدودية، 1949-1956: التسلل العربي، الانتقام الإسرائيلي، والعد التنازلي لحرب السويس، مطبعة جامعة أكسفورد. (ردمك 0-19-829262-7) ISBN   0-19-829262-7
- هوتشيسون هـ (1955) الهدنة العنيفة: مراقب عسكري ينظر إلى الصراع العربي الإسرائيلي 1951-1955
- الشؤون السياسية من قبل رابطة التجارة النقابية (الولايات المتحدة)، إيرل برودر، هربرت أبتيكر، الحزب الشيوعي للولايات المتحدة الأمريكية، جوس هول، نشر بواسطة دار الشؤون السياسية، 1967
- آفي بلاسكوف، (1981) اللاجئون الفلسطينيون في الأردن 1948-1957: 1948-1957 بقلم دار النشر روتليدج، 1981 (ردمك 0-7146-3120-5)
- ميري فورستنبرغ، (2018) الفتاة من سكوربيونز باس: إن البقاء على قيد الحياة في مذبحة الصحراء كان مجرد البداية، أمازون للخدمات الرقمية ذ.م.م (أمازون B0791B1MPQ)